# Paranthura plumosa
Paranthura plumosa là một loài chân đều trong họ Paranthuridae. Loài này được Pillai miêu tả khoa học năm 1966.